# روطة
رابطة رُوطَة (بالإسبانية: Rota)‏، هي إحدى بلديات مقاطعة قادس, التي تقع في منطقة الأندلس جنوب إسبانيا.
يبلغ عدد سكانها 26.257 نسمة وفقاً لإحصائية سنة (2002).

## Weblinks
- rota.com.es

## أعلام
- ديريك غيبهارد
- سيرجيو غارسيا بلانكو
- بياتريس سانشيز
- خوسيه ماري
- خوان خوسيه كاناس غوتيريز